# Фатима Бхуто
Фатима Муртаза Бхуто (на урду: فاطمہ مُرتضیٰ بھُٹّو) е пакистанска поетеса и писателка Тя е внучка на Зулфикар Али Бхуто и Нусрат Бхуто, племенницата на Беназир Бхуто и Шахнаваз Бхуто, и дъщеря на Муртаза Бхуто.

## Биография
Получава бакалавърска степен по Близкоизточни изследвания в колежа Барнард на Колумбийския университет, след като е завършила гимназиалния курс в Американското училище в Карачи. Магистърска степен по Южноазиатски изследвания получава в Лондонския университет.